# Ace of Spades
| Críticas profissionais | Críticas profissionais |
| Avaliações da crítica  | Avaliações da crítica  |
| Fonte                  | Avaliação              |
| ---------------------- | ---------------------- |
| Allmusic               | [ 1 ]                  |
| Robert Christgau       | (B)                    |

Ace of Spades é o quarto álbum de estúdio da banda inglesa de rock Motörhead, considerado por muitos fãs e pela crítica o melhor álbum da banda. Chegou ao 4º lugar das paradas musicais inglesas e recebeu Certificado de Ouro  por suas  vendas no Reino Unido.

## Faixas
Todas as faixas foram compostas por Clarke, Kilmister e Taylor.
| N.º | Título                               | Duração |  |
| 1.  | "Ace of Spades"                      | 2:49    |  |
| 2.  | "Love Me Like a Reptile"             | 3:23    |  |
| 3.  | "Shoot You in the Back"              | 2:39    |  |
| 4.  | "Live to Win"                        | 3:37    |  |
| 5.  | "Fast and Loose"                     | 3:23    |  |
| 6.  | "(We Are) The Road Crew"             | 3:12    |  |
| 7.  | "Fire Fire"                          | 2:44    |  |
| 8.  | "Jailbait"                           | 3:33    |  |
| 9.  | "Dance"                              | 2:38    |  |
| 10. | "Bite the Bullet"                    | 1:38    |  |
| 11. | "The Chase Is Better Than the Catch" | 4:18    |  |
| 12. | "The Hammer"                         | 2:48    |  |

| Faixas bônus |                                                                                             |         |  |
| N.º          | Título                                                                                      | Duração |  |
| 13.          | "Dirty Love"                                                                                |         |  |
| 14.          | "Please Don't Touch" (Johnny Kidd, Guy Robinson)                                            |         |  |
| 15.          | "Emergency (Girlschool cover)" (Kim McAuliffe, Enid Williams, Kelly Johnson, Denise Dufort) |         |  |

## Créditos
- Lemmy Kilmister: Vocal e Baixo
- Fast Eddie Clarke: Guitarra e Vocal de apoio
- Philthy Animal Taylor: Bateria